# North American Soccer League
North American Soccer League (NASL) je profesionalna nogometna liga u kojoj igraju klubovi iz SAD-a, Kanade i Portorika, a osnovana je 2009. godine. Liga je priznata od nogometne federacije SAD-a (United States Soccer Federation (USSF, U.S. Soccer)) kao liga drugog ranga uz USL, a ispod MLS-a. Sjedište lige je u New Yorku.

## Povijest
North American Soccer League je osnovana 2009. godine od strane nekoliko klubova koji su se odvojili od organizacije United Soccer Leagues (USL),  koja je vodila dotadašnju ligu drugog ranga u SAD-u - USL First Division (USL-1). 
Naziv lige su dali po istoimenoj ligi koja je igrana od 1968. do 1984. godine, te koja je dotad bila najuspješnija i najviše doprinijela razvoju nogometa u SAD-u i Kanadi do formiranja MLS-a. 

Liga je trebala startati 2010. godine, ali je USSF odlučio da se igra privremena liga sastavljena od klubova članova NASL i USL naziva USSF Division 2 Professional League s 12 klubova, a NASL i USL su činili konferencije po šest klubova. 
12. veljače 2011. U.S. Soccer je potvrdio NASL kao ligu drugog ranga u SAD-u.
Liga je počela s natjecanjem u travnju 2011. s 8 klubova iz SAD-a, Kanade i Portorika, a prva utakmica je odigrana 9. travnja 2011. izmeđe Fort Lauderdale Strikersa i Edmontona. 

Klubovi koji su ostali u sastavu USL-a (USL First Division i USL Second Division) su osnovali novu ligu - USL Pro (kasnije USL), koja je do 2016. predstavljala treći rang nogometne lige u SAD-u, a od 2017. uz NASL drugi rang.
 

Kao i u ostalim profesionalnim ligama u SAD-u i Kanadi, nema direktne promocije i ispadanja u MLS, USL Pro ili drugu ligu, nego se liga širi, ili iz nje izlaze klubovi prema određenim kriterijima, najčešće financijskim. 

Tri kluba u NASL-u imaju iste nazive kao i klubovi iz prethodne inkarancije NASL-a: New York Cosmos, Tampa Bay Rowdies i Fort Lauderdale Strikers. 

## Struktura sezone
Sezona NASL-a, kao i većine liga u SAD-u i Kanadi se sastoji od regularne sezone (ligaškog dijela) i doigravanja. Pobjednik regularne sezone dobiva naslov Woosman Cup (slično Supporters' Shield u MLS-u ili Presidents' Trophy u NHL-u). Završni susret NASL-a u kojem se susreću dvije najuspješnije momčadi u doigravanju se naziva Soccer Bowl (kao i u starom NASL-u). 

U sezonama 2011. i 2012. je nakon regularnog dijela sezone igrano doigravanje u koje je ušlo šest momčadi. Od sezone 2013. regularni dio sezone se igra u dva dijela - Proljetnom prvenstvu (Spring Championship) i Jesenskom prvenstvu (Fall Championship). Zbrajanjem bodova u oba dijela se dobije poredak za Woosman Cup u toj sezoni. 

U sezoni 2013. doigravanje je igrano samo kao Soccer Bowl u kojem su igrali pobjednici Spring i Fall Championshipa. Od 2014. se uvodi doigravanje s četiri kluba - pobjednici Spring i Fall Championshipa te sljedeće dvije najbolje momčadi u poretku za Woosman Cup.

## Klubovi

### Trenutni sudionici (2017.)
- Edmonton, Edmonton, Alberta  ↓5
- Puerto Rico,  Bayamón  ↓6
- Indy Eleven, Indianapolis, Indiana
- Jacksonville Armada, Jacksonville, Florida
- Miami, Miami, Florida  ↓7
- New York Cosmos, New York - Hampstead - Long Island, New York
- North Carolina, Raleigh - Cary, Sjeverna Karolina  ↓1 ↓8
- San Francisco Deltas, San Francisco, Kalifornija

### Bivši sudionici
- Montreal Impact, Montréal, Québec  ↓1
- Ottawa Fury, Ottawa, Ontario
- Puerto Rico Islanders, Bayamón
- Atlanta Silverbacks, Atlanta, Georgia
- Fort Lauderdale Strikers, Fort Lauderdale, Florida  ↓1 ↓2
- Minnesota United, Minneapolis - Blaine, Minnesota  ↓4
- Rayo OKC, Oklahoma City, Oklahoma
- San Antonio Scorpions, San Antonio, Teksas
- Tampa Bay Rowdies, Saint Petersburg, Florida  ↓3

### Sudionici NASL konferencije USSF Division 2
- Vancouver Whitecaps, Vancouver - Burnaby, Britanska Kolumbija  ↓1
- AC St. Louis, St. Louis - Fenton, Missouri  ↓1
- Crystal Palace Baltimore, Baltimore - Catonsville, Maryland  ↓1

↑1  sudionici NASL konferencije USSF Division 2 Professional League 2010. 

↑2  Fort Lauderdale Strikers igrao 2010. u USSF Division 2 kao Miami FC 

↑3  Tampa Bay Rowdies igrali i kao FC Tampa Bay 

↑4  Minnesota United igrala i pod nazivima NSC Minnesota Stars i Minnesota Stars 

↑5  Edmonton se piše i kao FC Edmonton 

↑6  Puerto Rico se piše i kao Puerto Rico FC 

↑7  Miami se piše i kao Miami FC,  

↑8  North Carolina se piše i kao North Carolina FC, ranije Carolina RailHawks

## Prvaci i doprvaci

### Regularna sezona
| sezona | klubova | Woosnam Cup (prvak reg. sezone) | drugoplasirani        | Proljeće Spring     | Jesen Fall            |
| ------ | ------- | ------------------------------- | --------------------- | ------------------- | --------------------- |
| 2011.  | 8       | Carolina RailHawks              | Puerto Rico Islanders |                     |                       |
| 2012.  | 8       | San Antonio Scorpions           | Tampa Bay Rowdies     |                     |                       |
| 2013.  | 8       | Carolina RailHawks              | Tampa Bay Rowdies     | Atlanta Silverbacks | New York Cosmos       |
| 2014.  | 10      | Minnesota United                | San Antonio Scorpions | Minnesota United    | San Antonio Scorpions |
| 2015.  | 11      | New York Cosmos                 | Ottawa Fury           | New York Cosmos     | Ottawa Fury           |
| 2016.  | 12      | New York Cosmos                 | Indy Eleven           | Indy Eleven         | New York Cosmos       |

### Soccer Bowl
| sezona | prvak                 | rezultat            | doprvak                  |
| --- | --------------------- | ------------------- | ------------------------ |
| 2011. | NSC Minnesota Stars   | 3:1, 0:0            | Fort Lauderdale Strikers |
| 2012. | Tampa Bay Rowdies     | 0:2, 3:1 (3:2 11 m) | Minnesota Stars          |
| 2013. | New York Cosmos       | 1:0                 | Atlanta Silverbacks      |
| 2014. | San Antonio Scorpions | 2:1                 | Fort Lauderdale Strikers |
| 2015. | New York Cosmos       | 3:2                 | Ottawa Fury              |
| 2016. | New York Cosmos       | 0:0 (4:2 11 m)      | Indy Eleven              |
| |                       |                     |                          |
| rezultat podebljan - rezultat domaće utakmice za prvaka rezultat normalne debljine - rezultat gostujuće utakmice za prvaka |                       |                     |                          |

## Pregled plasmana klubova
Pregled plasmana klubova u NASL-u od 2011. (reg. sezona / doigravanje). Od sezone 2013. za regularnu sezonu je uzet plasman za Woosman Cup.
|                          | 2011.    | 2012.    | 2013.    | 2014.    | 2015.    | 2016.    |
| ------------------------ | -------- | -------- | -------- | -------- | -------- | -------- |
| Carolina RailHawks       | 1. / SF  | 4. / SF  | 1. /     | 5. /     | 6. /     | 8. /     |
| Puerto Rico Islanders    | 2. / SF  | 3. / QF  |          |          |          |          |
| Tampa Bay Rowdies        | 3. / QF  | 2. / SBC | 2. /     | 7. /     | 5. /     | 9. /     |
| Fort Lauderdale Strikers | 4. / SBF | 5. / QF  | 8. /     | 4. / SBF | 4. / SF  | 6. /     |
| Edmonton                 | 5. / QF  | 8. /     | 6. /     | 6. /     | 7. /     | 3. / SF  |
| Minnesota United         | 6. / SBC | 6. / SBF | 4. /     | 1. / SF  | 3. / SF  | 5. /     |
| Montreal Impact          | 7. /     |          |          |          |          |          |
| Atlanta Silverbacks      | 8. /     | 7. /     | 3. / SBF | 10. /    | 8. /     |          |
| San Antonio Scorpions    |          | 1. / SF  | 7. /     | 2. / SBC | 10. /    |          |
| New York Cosmos          |          |          | 5. / SBC | 3. / SF  | 1. / SBC | 1. / SBC |
| Ottawa Fury              |          |          |          | 8. /     | 2. / SBF | 10. /    |
| Indy Eleven              |          |          |          | 9. /     | 9. /     | 2. / SBF |
| Jacksonville Armada      |          |          |          |          | 11. /    | 11. /    |
| Rayo OKC                 |          |          |          |          |          | 4. / SF  |
| Miami                    |          |          |          |          |          | 7. /     |
| Puerto Rico              |          |          |          |          |          | 12. /    |

 
Objašnjenja za kratice za doigravanje: 
- SBC - pobjednik Soccer Bowla
- SBF - poraženi u Soccer Bowlu
- SF - eliminirani u poluzavršnici
- QF - eliminirani u četvrtzavršnici